# Teste HTP
O Teste HTP do inglês, House, Tree, Person é um teste de grafismo aplicado em avaliações psicológicas, sendo frequentemente utilizado em testes de admissão de empresas e por órgãos do serviço público.
O HTP foi projetado por John N. Buck (1906-1983), originalmente baseado na escala Goodenough de capacidade intelectual, ou seja é utilizado em avaliações psicológicas para avaliar características de personalidade. O HTP foi desenvolvido em 1948, e atualizado em 1969. Buck incluiu tanto as medidas qualitativas como quantitativas de habilidade intelectual no manual (House-Tree-Person™ (H-T-P™) Projective Drawing Technique ) de 350 páginas proposto ao avaliador para classificação e interpretação adequada dos desenhos.
John N. Buck, foi um dos primeiros psicólogos clínicos que ganhou reconhecimento nacional por suas diversas contribuições para o campo. Além de desenvolver o House-Tree-Person (H-T-P) como técnica projetiva elaborou uma série de outros inventários psicológicos. Ele publicou suas pesquisas em revistas e jornais e apresentou palestras em universidades conhecidas. Estas realizações profissionais foram bastante notáveis à luz do fato que Buck era paraplégico e não tinha diploma universitário, mas apenas dispersos treinamentos formais em psicologia. 

## Fundamentos
O teste HTP deriva da interpretação das teorias de Sigmund Freud, ampliando-se o conceito de que "A criança é o pai do homem". Considerando que o desenho é um hábito comum entre as crianças, o teste HTP, aplicado em adultos, é utilizado para a detecção da realidade interna, tentando ultrapassar a barreira sobre como utilizamos uma máscara: a beleza, perfeição e estética. Neste sentido, através do uso do desenho, busca-se a exatidão da psique através do que se revela: a essência, o fenômeno existencial, o homem como é.
Para Hammer  a casa a árvore e a pessoa são conceitos de grande potência simbólica carregadas de experiências emocionais e ideacionais associadas ao desenvolvimento da personalidade que se projetam quando estes conceitos são desenhados. A casa por exemplo, além da qualidade gráfico-estética (tipo perspectiva, proporção, etc.) pode ser interpretada em seus componentes: teto, paredes, porta, janelas, chaminé (fumaça) e acessórios (onde se incluem os componentes de paisagem) na ótica da teoria psicanalítica. Segundo ele:
Podríamos decir que el dibujo de la casa generalmente representa alguna de las siguientes :entidades fundamentales: a) la imagen de uno mismo, con sus elementos correspondientes: área :de la Fantasia, yo, contacto con la realidad, accesibilidad, predominio oral, anal o Fálico y :b) la percepción de la situación familiar; pasado, presente y futuro deseado, o alguna :combinación de los tres. (Hammer, 1978 p.123)

## Traços de personalidade
O teste consiste em se submeter uma folha em branco com o tema Casa, Árvore e Pessoa. Através da análise do desenho produzido busca-se um traço de personalidade: a imagem interna de si mesmo e de seu ambiente. Considera-se, no teste HTP, que os desenhos têm grande poder simbólico, reveladores
de experiências emocionais e de ideais ligados ao desenvolvimento da personalidade.